# Gnathophis parini
Gnathophis parini är en fiskart som beskrevs av Karmovskaya, 1990. Gnathophis parini ingår i släktet Gnathophis och familjen havsålar. Inga underarter finns listade i Catalogue of Life.